# Louis Andriessen
Louis Andriessen (Utrecht, 6 de junio de 1939-Weesp, 1 de julio de 2021) fue un compositor, pianista, profesor de música y profesor universitario de música contemporánea neerlandés.

## Familia e infancia
Andriessen nació en una familia con gran tradición musical. Su padre fue el compositor Hendrik Andriessen. Además, es hermano de los compositores Jurriaan Andriessen y Caecilia Andriessen, y sobrino de Willem Andriessen.
En un principio estudió con su padre y Kees van Baaren en el Real Conservatorio de La Haya. Posteriormente estudió durante dos años junto al compositor italiano Luciano Berio en Milán y Berlín.

## Estilo y principales trabajos
Los primeros trabajos de Andriessen se caracterizan por la experimentación con varias tendencias contemporáneas: el serialismo de la posguerra (Series, 1958), el “pastiche” (Anachronie I, 1966-67), y la cinta (Il Duce, 1973). Posteriormente, la reacción ante lo que él calificaba como conservadurismo de la escena musical holandesa contemporánea le llevó a la formación de una estética musical alternativa incluso a la suya propia. Desde los primeros años 70 del siglo XX rechazó escribir para orquestas sinfónicas convencionales, y optó por componer para sus propias combinaciones de instrumentos, que incluyen instrumentos tradicionales junto a otros como guitarras o bajos eléctricos y congas. Por último, sus trabajos de madurez combinan influencias tanto de Igor Stravinsky como del minimalismo norteamericano.[cita requerida]
Su música es antigermánica y antirromántica, y señala un cambio de rumbo desde el serialismo europeo de mediados del siglo XX. De esta forma, obras como De Staat ("La República", 1972-76) están claramente influidas por la música de big band (Count Basie y Stan Kenton) y los procedimientos de repetición de Steve Reich, ambos combinados con brillantes disonancias.[cita requerida]
Otros trabajos destacables de este autor podrían ser Workers Union ("Unión de Trabajadores", 1975), una pieza melódicamente indeterminada "para cualquier conjunto de instrumentos de sonido alto"; Mausoleum (1979) para dos barítonos y un gran conjunto; De Tijd ("El tiempo", 1979-81) para cantantes femeninas y conjunto; De Snelheid ("La velocidad", 1982-83), para tres conjuntos amplificados; De Materie ("La materia", 1984-88), un gran trabajo en cuatro partes para voces y conjunto. Además, colaboró con el realizador y libretista Peter Greenaway en la película M is for Man, Music, Mozart y en las óperas Rosa: A Horse Drama (1994) y Writing to Vermeer (1998).
Louis Andriessen ayudó a fundar los grupos instrumentales De Volharding y Hoketus. Más tarde desempeñó un importante papel en la creación de los grupos Schonberg Ensemble y Asko Ensemble.

## Catálogo de obras
| Año     | Obra | Tipo de obra                | Duración |
| 1954    | Rondo barbaro, para piano | Música solista (piano)      | 02:40    |
| 1956    | Sonate, para flauta y piano | Música solista (piano)      |          |
| 1957    | Elegie, para chelo y piano | Música solista (piano)      |          |
| 1957    | Nuit d'été, para piano a cuatro manos. | Música solista (piano)      | 04:30    |
| 1958    | Séries, para 2 pianos | Música solista (piano)      |          |
| 1959    | Nocturnen, para dos sopranos y orquesta. (textos del compositor; second soprano at piano invisible to audience) | Música vocal (con orquesta) |          |
| 1959    | Prospettive e Retrospettive, para piano | Música solista (piano)      |          |
| 1959    | Percosse, para flauta, bassoon, trompeta y percusión | Música instrumental         |          |
| 1961    | Trois Pièces, para piano (mano izquierda). | Música solista (piano)      | 08:30    |
| 1961    | Ittrospezione I, para piano a cuatro manos. | Música solista (piano)      |          |
| 1961    | Aanloop en sprongen, para flauta, oboe y clarinete | Música de cámara            |          |
| 1961    | Paintings, para recorder/flauta y piano | Música de cámara            |          |
| 1961    | Joli commentaire, para piano a 4 manos | Música solista (piano)      |          |
| 1962    | Triplum, para guitarra. | Música solista (guitarra)   |          |
| 1962    | Canzone 3.Utinam (texto del Libro de Job), para soprano y piano | Música vocal (piano)        |          |
| 1962    | Étude pour les timbres, para piano | Música solista (piano)      | 03:00    |
| 1963    | Ittrospezione II, para gran orquesta. | Música orquestal            |          |
| 1964    | Sweet, para alto recorder | Música solista (recorder )  |          |
| 1964    | A Flower Song II, para oboe | Música solista (oboe )      |          |
| 1964    | A Flower Song III, para chelo | Música solista (chelo )     |          |
| 1964    | Ittrospezione III (Concept I), para 2 pianos y ensemble | Música instrumental         |          |
| 1965    | Ittrospezione III (Concept II) – Fragmento, saxo tenor ad libitum, dos pianos (sección de Ittrospezione III [Concept II] (pueden ser interpretados separadamente). | Música instrumental         |          |
| 1965    | Double, para clarinete y piano | Música de cámara            |          |
| 1965    | Ittrospezione III (Concept II), para 2 pianos y ensemble | Música instrumental         |          |
| 1966    | Rage, rage against the dying of the light, para 4 trombones y tape ad libitum | Música instrumental         |          |
| 1966    | Souvenirs d'enfance, para piano | Música solista (piano)      | 29:00    |
| 1966    | Beatles Songs, para voz femenina y piano. Se trata de arreglos satíricos de cuatro canciones de los Beatles. | Arreglos                    |          |
| 1966-67 | Anachronie I, para gran orquesta. | Música orquestal            |          |
| 1967-71 | Le voile du bonheur, para violín (+ voz) y piano | Música vocal (instrumento)  |          |
| 1967    | The Garden of Ryoan-gi, para tres órganos eléctricos. | Música instrumental         |          |
| 1968    | Contra tempus, 3 flautas, 3 oboes, 3 trompetas, 3 trombones, 4 violas, 2 pianos, 2 sintetizadores ad libitum y 2 percusiones | Música instrumental         |          |
| 1969    | Choralvorspiele, para organillo. | Música solista (organillo)  |          |
| 1969    | Hoe het is, para 52 cuerdas y electrónica en vivo | Música orquestal            |          |
| 1969    | Anachronie II, para oboe y pequeña orquesta (4 trompas, arpa, piano y cuerdas). | Música orquestal            |          |
| 1969    | Reconstructie. Opera moral para solistas, 3 coros mixtos con 4 voces cada uno, orquesta (compuesta de 11 vientos, 7 metales, 2 guitarras, 11 teclados y 10 cuerdas) y electrónica. Con Reinbert de Leeuw, Misha Mengelberg, Peter Schat, Jan van Vlijmen, libreto a cargo de Hugo Claus y Harry Mulisch. | Ópera                       |          |
| 1970    | Spektakel, para conjunto improvisado (saxofón + clarinete bajo, viola, bajo, órgano electrónico + piano, percusión u otros instrumentos) y pequeña orquesta (12 vientos, 4 trompas y 6 percusiones). | Música orquestal            |          |
| 1970    | De negen symfonieën van Beethoven, ice cream bell, orquesta | Música orquestal            |          |
| 1970    | Vergeet mij niet, para oboe (+ piano) | Música solista (oboe)       |          |
| 1971    | Volkslied, para cualquier número de cualquier músico | Música instrumental         |          |
| 1971    | In Memoriam, para cinta. | Música de cinta             |          |
| 1972    | Arreglo de Solidaritätslied (Hanns Eisler), para ensemble de vientos | Arreglo                     |          |
| 1972    | Arreglo de Streikslied (Hanns Eisler), para ensemble de vientos | Arreglos                    |          |
| 1972    | Arreglo de In C (Terry Riley), para ensemble de vientos | Arreglos                    |          |
| 1972    | Arreglo de Bereits sprach der Welt (Hanns Eisler), para ensemble de vientos | Arreglos                    |          |
| 1972    | Arreglo de Tango (Ígor Stravinsky), para ensemble de vientos | Arreglos                    |          |
| 1972    | Arreglo de La création du monde (Darius Milhaud), para ensemble de vientos | Arreglos                    |          |
| 1972    | De Volharding, para 3 saxofones, 3 trompetas, 3 trombones y piano | Música instrumental         |          |
| 1972    | Dat gebeurt in Vietnam, para ensemble de vientos | Música instrumental         |          |
| 1972    | Thanh Hoa (texto de Nguyen Thay Mao), para voz y piano | Música vocal (instrumento)  |          |
| 1972-74 | Melodie, alto recorder, piano | Música de cámara            |          |
| 1972-73 | Il Duce, para cinta. | Música de cinta             |          |
| 1972-76 | De Staat, para 2 sopranos, 2 mezzosopranos, 4 oboes, 4 trompas, 4 trompetas, 3 trombones, trombón bajo, 2 arpas, 2 guitarras eléctricas, 4 violas, bajo y 2 pianos. | Música vocal (con orquesta) |          |
| 1973    | On Jimmy Yancey, para flauta, 2 saxos altos, saxo tenor, French horn, trompeta, 3 trombones, double bass y piano | Música instrumental         |          |
| 1973    | Voor Sater, para ensemble de vientos | Música instrumental         |          |
| 1973    | Amsterdam Vrij, para ensemble de vientos | Música instrumental         |          |
| 1973    | Música de la película The Family (Lodewijk de Boer) | Música de película          |          |
| 1974    | Il Principe para 2 coros mixtos, 8 vientos, 3 trompas, tuba, bajo y piano. Sobre un texto de Maquiavelo. | Música vocal (con orquesta) |          |
| 1974    | Wals, para piano. | Música solista (piano)      | 02:10    |
| 1974    | Symfonieën der Nederlanden, para dos o más bandas sinfónicas (con 32 músicos como mínimo). | Música orquestal            |          |
| 1974    | Arreglo de Ipanema and Gavea from Saudades do Brasil (Darius Milhaud), para ensemble de vientos | Arreglos                    |          |
| 1974    | Hymne to the Memory of Darius Milhaud, para vientos, contrabajo y piano (también versión para orquesta / versión orquesta de cámara en 1978) | Música orquestal            |          |
| 1975    | Nederland, let op uw schoonheyt, para banda sinfónica | Música orquestal            |          |
| 1975    | Workers Union, para cualquier grupo de instrumentos de sonido alto (instalación sonora). | Música instrumental         |          |
| 1976    | Mattheus passie. Teatro musical para 8 voces mixtas, 2 oboes, órgano Hammond, cuarteto de cuerda y contrabajo. (texto de Louis Ferron) | Música de escena            |          |
| 1975-76 | Hoketus, para 2 zampoñas, 2 saxos altos ad libitum, 2 bajos, 2 pianos, 2 pianos eléctricos y 2 congas. | Música instrumental         |          |
| 1977    | Orpheus. Teatro musical con texto de Lodewijk de Boer para 8 voces mixtas, lyricon, guitarra eléctrica, bajo, sintetizador y percusión. | Música de escena            |          |
| 1978    | Symphonie voor losse snaren, para 12 cuerdas. | Música instrumental         |          |
| 1978    | Laat toch vrij de straat (texto de Jaap van der Merwe), para voz y piano | Música vocal (piano)        |          |
| 1978    | Felicitatie, 3 trompetas | Música instrumental         |          |
| 1979    | Mausoleum (rev. 1981) para 2 barítonos altos y orquesta (12 metales, 2 arpas, címbalo, 2 pianos, 2 percusiones, mínimo de 10 cuerdas y bajo) con textos de Mijaíl Bakunin y Arthur Arnould. | Música vocal (orquestal)    |          |
| 1979-81 | De Tijd, para coro femenino, conjunto de percusión, orquesta (6 flautas, 2 flautas altas, 3 clarinetes, clarinete bajo, 6 trompetas, 2 arpas, 2 pianos, órgano Hammond, cuerdas, 2 bajos. Con texto de St. Augustine de Hippo. | Música vocal (orquesta)     |          |
| 1980    | George Sand. Teatro musical para 8 voces mixtas y 4 pianos (texto de Mia Meyer). | Música de escena            |          |
| 1980    | Un beau baiser, mixed chorus | Música coral                |          |
| 1980    | Arreglo de Messe des pauvres (Érik Satie), mixed chorus, small orquesta | Arreglos                    |          |
| 1980    | Música de la película De plaats van de vreemdeling (dirigida por Rudolf van den Berg) | Música de película          |          |
| 1981    | La voce, para voz y chelo. Con un texto de Pavese. | Música vocal (instrumento)  |          |
| 1981    | Ende, 2 alto recorders (1 player) | Música solista              |          |
| 1981    | Commentaar (texto de Wilhelm Schön), para voz y piano | Música vocal (piano)        |          |
| 1981    | Disco, para violín y piano | Música de cámara            |          |
| 1982    | Overture to Orpheus, para clave. | Música solista (clave)      |          |
| 1982-83 | De Snelheid, para 3 ensembles amplificados (revisada en 1984) | Música electrónica          |          |
| 1983    | Y después, para voz y piano, con texto de Federico García Lorca. | Música vocal (piano)        |          |
| 1983    | Trepidus, para piano. | Música solista (piano)      | 07:30    |
| 1983    | Menuet voor Marianne, para piano. | Música solista (piano)      | 01:10    |
| 1984    | Doctor Nero (music theatre work) | Música de escena            |          |
| 1984-88 | De Materie. Teatro musical para soprano, tenor, 2 narradoras, 8 voces mixtas amplificadas y orquesta amplificada (15 vientos, 13 metales, arpa, 2 guitarras eléctricas, 2 pianos, piano vertical entre bastidores, celesta, 2 sintetizadores, 6 percusiones, mínimo de 9 cuerdas y bajo). Dos de las cuatro secciones de esta obra quizá se ejecutaran separadamente. Los textos son de Plakkaat van Verlatinge, Nicolaes Witsen, David Gorlaeus, Hadewijch, M.H.J. Schoenmaekers, Madame van Domselaer-Middelkoop, Willem Kloos, Marie Curie y Françoise Giroud. | Música de escena            |          |
| 1984-88 | De Stijil (3.ª parte de De Materie, también como parte independiente) | Música de escena            |          |
| 1985    | Berceuse voor Annie van Os, para piano. | Música solista (piano)      | 02:00    |
| 1985    | De komst van Willibrord, para carrillón | Música solista (carrillón)  |          |
| 1986    | De Lijn, para 3 flautas. | Música solista (flauta)     |          |
| 1986    | Dubbelspoor (rev. 1994). Ballet para piano, clave, celesta y glockenspiel. | Ballet                      |          |
| 1987-88 | Hadewijch (2.ª parte de De Materie, también como parte independiente), para soprano, 8 voces mixtas amplificadas y orquesta amplificada | Música vocal (con orquesta) |          |
| 1988    | De Toren (rev. 2000) para carillon. | Música solista (carrillón)  |          |
| 1989    | Nietzsche redet, para narrador, flauta alta, trompa inglesa, clarinete, clarinete bajo, fagot, 2 violines, viola, 2 cellos, contrabajo y 2 pianos. Texto de Friedrich Nietzsche. | Música de escena            |          |
| 1990    | Flora Tristan (texto de Fleur Bourgonje), para 4 voces mixtas | Música vocal                |          |
| 1990    | Facing Death, para cuarteto de cuerda amplificado. | Música de cámara            |          |
| 1991    | Dances. Ballet para soprano, pequeña orquesta (arpa amplificada, piano amplificado, percusión y cuerdas). Puede ser ejecutado también como concierto (Texto de Joan Grant y coreografía de Bianca van Dillen). | Ballet                      |          |
| 1991    | M is for Man, Music, Mozart, para voz de jazz femenina, flauta, saxo soprano, saxo alto, saxo tenor, trompa, 3 trompetas, 2 trombones, trombón bajo, contrabajo y piano. Textos del propio Andriessen, Jeroen van der Linden y Peter Greenaway. | Música de escena            |          |
| 1991    | Hout, para saxo tenor, guitarra eléctrica, piano y marimba. | Música instrumental         |          |
| 1991    | Romance voor Caecilia, para piano | Música solista (piano)      | 02:00    |
| 1991    | Lacrimosa, 2 bassoons | Música de cámara            |          |
| 1992    | Song Lines, 3-6 saxophones | Música instrumental         |          |
| 1992    | Nadir en Zenit. Improvisaciones sobre poemas de Sybren Polet para voz y piano (+ sintetizador). | Música vocal (piano)        |          |
| 1992    | ...not being sundered, para soprano, flauta y chelo (Texto de Rainer Maria Rilke). | Música vocal (instrumentos) |          |
| 1992    | Deuxième chorale, para caja de música. | Música solista              | 02:30    |
| 1992    | Chorale, para piano | Música solista (piano)      | 03:00    |
| 1992    | Lied, para piano | Música solista (piano)      | 02:40    |
| 1992    | The Memory of Roses, para piano (+ piano de juguete). | Música solista (piano)      |          |
| 1993    | M is Muziek, Monoloog en Moord (obra teatral, texto de Lodewijk de Boer) | Música de escena            |          |
| 1993-94 | Rosa - A Horse Drama: The Death of a Composer. Ópera para 2 sopranos, tenor, 2 barítonos, narradora, 8 voces mixtas y orquesta con libreto de Peter Greenaway. | Ópera                       |          |
| 1994    | Zilver, para flauta, clarinete, violín, chelo, piano, vibráfono y marimba. | Música instrumental         |          |
| 1994    | Een lied van de zee (texto de Hélène Swarth), para voz femenina | Música vocal                |          |
| 1994    | Base, para piano para la mano izquierda | Música solista (piano)      | 04:00    |
| 1995    | Odysseus' Women, para 2 sopranos, 2 altos y sampler (Texto de Homero y coreografía de Beppie Blankert). | Ballet                      |          |
| 1995    | To Pauline O, para oboe. | Música solista (oboe)       |          |
| 1996    | Machmes Wos, para voz y piano | Música vocal (piano )       |          |
| 1996    | TAO [textos de Lao-tzu, Kotaro Takamura], para 4 voces femeninas, piano [+ voz, koto] y pequeña orquesta | Música vocal (con orquesta) |          |
| 1996    | The Last Day [texts by Lucebert, folksong A Woman and Her Lass], boy soprano, 4 voces masculinas y orquesta | Música vocal (con orquesta) |          |
| 1996-97 | Trilogie van de Laatste Dag [I. The Last Day, para un joven soprano, 4 voces masculinas y orquesta. Textos de Lucebert.- II. TAO, para 4 voces femeninas, piano, pequeña orcquesta (5 vientos, 2 trompas, arpa, piano (+ celesta), 2 percusiones y un mínimo de 14 cuerdas). Sobre textos de Lao Tse y Kotaro Takamura.- III. Dancing on the Bones, para coro de niños y orquesta. Texto de Andriessen. ]. Cada una de las tres secciones de esta obra puede ser interpretada por separado.                                                                       | Música vocal (con orquesta) |          |
| 1997    | Dancing on the bones [texto del compositor], children's chorus y orquesta | Música vocal (con orquesta) |          |
| 1997    | Not an Anfang, para piano | Música solista (piano)      |          |
| 1997    | De herauten, para 3 trompas, 3 trompetas, 3 trombones, tuba y tímpanos. | Música instrumental         |          |
| 1997-99 | Writing to Vermeer. Ópera en 6 escenas para 2 voces de niños, 2 sopranos, mezzosoprano, coro femenino y orquesta, orquesta y CD (música de Michel van der Aa). El libreto es de Peter Greenaway. | Ópera                       |          |
| 1998    | De eerste minnaar (texto de Ton Tellegen), boy soprano, organ (section of music theatre work Oldenbarneveldt; may be performed as a concert work) | Música vocal (instrumentos) |          |
| 1998-99 | Passeggiata in tram in America e ritorno, para voz de mujer italiana, violín y piano. (texto de Dino Campana) (hay otra versión de 2001) | Música vocal (instrumento)  |          |
| 1998    | Tuin van Zink, para viola y electrónica en vivo | Música solista (viola)      |          |
| 1999    | Woodpecker, percussion | Música instrumental         |          |
| 1999    | Dirck Sweelinck Missed the Prince, para clave. | Música solista (clave)      |          |
| 1999    | Image de Moreau, para piano | Música solista (piano)      | 03:30    |
| 2000    | Inanna's Descent, para mezzosoprano, piccolo, oboe, violín, piano, 2 percussion ensembles (4-12 total players) | Música vocal (instrumentos) |          |
| 2000    | Boodschappenlijstje van een gifmengster (texto del compositor; vocalista también escribe), para voz | Música vocal                |          |
| 2000    | Feli-citazione, para piano | Música solista (piano)      | 00:35    |
| 2000    | What Shall I Buy You, Son?, para voz y piano | Música vocal (piano)        |          |
| 2000    | Música de la película The New Math(s) (Hal Hartley) (puede ser interpretada como obra de concierto) | Música de película          |          |
| 2000    | The New Math(s), para soprano, flauta travesera, violín, marimba, CD (music by Michel van der Aa). Con texto de Hal Hartley. | Música vocal (instrumentos) |          |
| 2000-02 | La Passione, para voz de jazz femenina, violín y pequeña orquesta. El texto es de Dino Campana. | Música vocal (con orquesta) |          |
| 2001    | Passeggiata in tram in America e ritorno (2001) para voz de mujer italiana, 3 trompetas, 3 trombones, guitarra eléctrica, violín eléctrico, contrabajo, piano, percusión. | Música vocal (instrumentos) |          |
| 2001    | Fanfare om te beginnen, para seis grupos de trompas. | Música de cámara            |          |
| 2001    | De vleugels van de herinnering (texto de Larissa Tiginachvili), para voz y piano | Música vocal (piano)        |          |
| 2002    | Strijkkwartet No. 2, 'Tuin van Eros' | Música de cámara            |          |
| 2002    | Klokken voor Haarlem, para piano, celesta, sintetizador y vibráfono (+ glockenspiel) | Música instrumental         |          |
| 2002    | Very Sharp Trumpet Sonata, para trompeta. | Música solista (trompeta)   |          |
| 2002-03 | Arreglo de Pupazzetti (Alfredo Casella), para pequeña orquesta | Arreglos                    |          |
| 2003    | Inanna, para 4 voces, 3 actores, coro mixto, clarinete contrabajo, 4 saxofones, violín y film (de Hal Hartley). Texto de Hal Hartley y Theo J.H. Krispijn. | Música de escena            |          |
| 2003    | Tuin van Eros, para violín y piano | Música de cámara            |          |
| 2003    | Haags Hakkuh – The Hague Hacking, para 2 pianos | Música solista (piano)      |          |
| 2003    | Letter from Cathy, para voz de jazz femenina, arpa, violín, contrabajo, piano y percusión. Texto de una carta de Cathy Berberian a Louis Andriessen. | Música vocal (instrumentos) |          |
| 2003    | RUTTMANN Opus II, III, IV, para flauta, 3 saxofones, trompa, 3 trompetas, 3 trombones, contrabajo y piano. | Música instrumental         |          |
| 2004    | Racconto dall'inferno, para voz de jazz femenina y pequeña orquesta. Sobre un texto de Dante Alighieri. | Música vocal (con orquesta) |          |
| 2005    | Xenia (texto de Arthur Rimbaud [traducido por el compositor]), violín (+ voz). | Música vocal (instrumento)  |          |
| 2005    | De Opening, para 3 ensembles (French horn, 3 trompetas, 3 trombones; 5 vientos, 4 brass, arpa, cuarteto de cuerdas, double bass, piano, accordion, 3 percussion; 5 vientos, 4 brass, arpa, cuarteto de cuerdas, double bass, piano, harmonium y 3 percusión) | Música orquestal            |          |
| 2005    | Vermeer Pictures, para orquesta (8 vientos, 2 French horns, 3 trompetas, 2 arpas, 2 guitarras eléctricas, cimbalom, 2 pianos, 2 percusión, mínimo 22 cuerdas), (suite de concierto de Clark Rundell de la ópera «Writing to Vermeer») | Música orquestal            |          |
| 2006    | Fanfara inclinata, para ensemble de vientos | Música instrumental         |          |
| 2006    | Raadsels, para violín | Música solista (violín)     |          |
| 2006-07 | miserere, para cuarteto de cuerdas | Música de cámara            |          |
| 2007    | Anfang, para alto recorder y piano | Música de cámara            |          |